# Hámori Attila
Hámori Attila (Budapest, 1954. május 19. –) költő, irodalmár.

## Életpályája
Első versei az Eötvös József Gimnázium újságjában jelentek meg, amelyet akkor Jobbágy Károly költő szerkesztett. 
Később az ELTE BTK Jelenlét című folyóirata A fénykép és a szó című versciklusát közölte.
Többször publikált a Jel folyóiratban. Tagságot nyert a Jel Irodalmi és Művészeti Társaságba.
Ébredés kirakata című verseskötete a Jel Kiadónál jelent meg Csanád Béla szerkesztésében. Álmos című kiseposzát a Magyar Írószövetség Székházában mutatták be.
Publikált a Napút és Vigilia folyóiratokban, a Jel újságban, ahol Zsirai László méltatta költői munkásságát. Irodalmi esteken közösen szerepelt Mezey Katalinnal, Czigány Györggyel, Pusztaszeri Lászlóval.
Több írása jelent meg a Szent Kereszt Magazinban. A Garaboncok Költőtársaság tagja.

## Kötetei
- A fénykép és a szó, verseskötet, 1987. március, kiadó és szerkesztő: Halas István
- Ébredés kirakata, verseskötet, 1996. május 10. JEL kiadó, szerkesztő: Csanád Béla

## Publikációi lapokban, folyóiratokban
- Pest Megyei Hírlap, 1980. július 13. Lánymozdulat (vers)
- Négy Évszak, 1985. 6. szám, 13. oldal, A vesztés titka (vers)
- Jelenlét, 1989. 3. szám, 41–43. oldal, A fénykép és a szó (versek)
- Jel, 1992. 2. szám, 56. oldal, Belső szavaink, E folyton ébredő (versek)
- Pest Megyei Hírlap, 1994. június 11. 7. oldal, A láthatatlan (vers)
- Jel, 1995. 10. szám, 307. oldal, Szemedre úszik (vers)
- Jel, 1996. március, 87. oldal, Ébredés kirakata, Hagyd magad mögött, Volt egy kert, Átmenet nélkül (versek)
- Jel, 1998 április, 116. oldal, Bemutatjuk Hámori Attilát (Fülöp Zsuzsanna és Tábori László írása), Feleletek, Udvar (versek)
- Jel, 1999. november, 288. oldal, Növények (vers)
- Napút, 2000. március, 76. oldal, Ide (vers)
- Jel, 2008. június, 91. oldal, Árpád-kori templomoknál jártunk (művészettörténeti leírás és úti beszámoló)
- Szent Kereszt Magazin, 2008. 4. szám, 22-23. oldal, Az idei év a Szeplőtelen Szűz megjelenésének 150. évfordulója,(vallástörténeti leírás és vers)
- Szent Kereszt Magazin, 2009. 1. szám, Szent Bernát az utolsó egyházatya (vallástörténeti leírás)
- Szent Kereszt Magazin, 2009. 2. szám, 30. oldal, Órigenész (vallástörténeti leírás)
- 2009. 3. szám, Mutassunk fel keresztény értékeket, 19. oldal (irodalmi beszélgetés Kiss Irénnel), 38. oldal, Nagy Szent Gergely (vallástörténeti leírás)
- Szent Kereszt Magazin, 2009. 5-6. szám, 37. oldal, Keresztes Szent János (vallástörténeti leírás)
- Szent Kereszt Magazin, 2010. 4. szám, 31. oldal, Avilai Nagy Szent Teréz (vallástörténeti leírás)
- Szent Kereszt Magazin, 2011. 2. szám, 15. oldal, János apostol (vallástörténeti leírás)
- Szent Kereszt Magazin, 2011. 3. szám, 30-31. oldal Szent Jeromos és kora (vallástörténeti leírás)
- Lépcső, 2010. 6. szám, 10. oldal, Szemérem (esszé)
- Lépcső, 2011. 154. szám, 12. oldal, Túli (vers)
- Magyar Jövő, 2012. 2. szám, 30. oldal, Hiszen (vers)
- Magyar Írószövetség Székháza, 2012. február 20. Álmos című kiseposz (Hámori Attila alkotásának bemutatása)
- Napút, 2012. 6. szám, 92. oldal, Corelli (vers)
- Vigilia, 2012. 10. szám, 765. oldal, Szimfónia (vers)
- Agnus Rádió, Kolozsvár, 2016. március 23. Költők kincsei (versek és beszélgetés Csog Szidónia szerkesztővel)
- Nekünk Nyolc folyóirat, 2017. tél és tavasz
- Agnus Rádió, Kolozsvár, 2017. április 13. Téka (Irodalmi meditáció)
- Litera-Túra irodalmi folyóirat, 2017. május. Elalvó nyírfaág (vers)
- Jel, 2018. december, Hullámtörő, Láthatárnak ad, Érvek (versek)
- ÚjNautilus, 2019. január (esszé)
- ÚjNautilus, 2019. augusztus (vers)
- Agnus Rádió, Kolozsvár, Téka, 2019. augusztus 14. A versről, a költészetről Csog Szidónia szerkesztő és Hámori Attila költő beszélgetése
- Jel, 2021. március, Feledhetetlen lesz, Burok, Hír (versek)